# 三崎城
三崎城（みさきじょう）は、神奈川県三浦市城山町にあった日本の城。別名三浦城。相模三浦氏の本拠地で後に後北条氏が領する。

## 概要
城跡は三崎港を臨む高台の、現在三浦市役所や旧三崎中学校（2014年3月25日閉校・移転）・三浦市体育館などがある付近とされている。
三崎城の北西2キロメートルの油壺湾北側には、同じく三浦氏の居城である新井城がある。従来、後北条氏関連の史料などから新井城と三崎城は別の城と考えられてきたが、近年では相模三浦氏時代には三崎城として単一の城を構成しており、後北条氏が同城の海側の部分を改築して独立した水軍城砦とした時に、旧城である新井城と新城である三崎城に分けられたと考えられている。なお、同市遺跡地図上では新井城と三崎城は別個の遺跡となっている。
伝承によれば、鎌倉時代後期の三浦氏宗家滅亡後に相模三浦氏を興した佐原盛時が築城したとされているが、実情は不明である。おそらく、元は同氏の水軍基地の一つであったと考えられている。
戦国時代初期に三浦義同（道寸）が伊勢盛時（北条早雲）に城を囲まれ、3年にわたる篭城戦を繰り広げたが、ついに陥落して相模三浦氏は滅亡した（新井城の戦い）。語源俗解では、この時根切りにされた三浦一族の血で海が油の壺のように真っ黒に染まったことから、今の地名油壺の呼び名がついた、とされる。その後、盛時（早雲）によって大規模な改築が行われて安房の里見氏に対する備えとした。実際に新井・三崎の両城は何度か里見氏によって攻め落とされて三浦半島南部が里見領になった時期もある。後に盛時（早雲）の孫の北条氏康がこの地を奪還すると、息子の氏規を三崎城主とした。
もっとも、最前線とはいえ城ヶ島に近い風光明媚な場所であったため、平時には後北条氏当主が静養を兼ねて三崎を訪れたらしく、1519年には盛時（早雲）が、1565年には氏康がここを訪れている。
豊臣秀吉の小田原征伐後に廃城となった。

## 遺構
- 曲輪、三浦市福祉会館跡に保存状態の良い土塁。
- 三浦市体育館の駐車場近くにも保存状態の良い土塁が残る。
- その他、旧三崎中学校脇、光念寺、忠魂碑付近など所々に土塁が残る。ほか慰霊堂に土橋・堀切の痕跡が残る。また体育館近くに説明板がある。

由緒のある城跡であるが、史跡の指定や城跡公園としての整備はなされていない。ただし三崎中学校、市役所一帯は埋蔵文化財包蔵地「三崎城跡」として周知されているため、文化財保護法の保護下には置かれている。

## 関連文献
- 「衣笠庄 三崎城蹟」『大日本地誌大系』 第40巻新編相模国風土記稿5巻之111村里部三浦郡巻之5、雄山閣、1932年8月。NDLJP:1179240/140。